# Nicaragua kiện Hoa Kỳ
Cộng hòa Nicaragua kiện Hợp chúng quốc Hoa Kỳ (1986) là một vụ án Tòa án Công lý Quốc tế (ICJ) tuyên rằng Hoa Kỳ đã vi phạm luật quốc tế bằng việc ủng hộ nhóm Contras trong việc chống lại Mặt trận Sandino và bởi thả thủy lôi vào cảng của Nicaragua.
Tòa án có 15 quyết định cuối cùng để bỏ phiếu. Trong Tuyên bố số 9, Tòa khẳng định tuy Hoa Kỳ khuyến khích vi phạm nhân quyền của nhóm Contras qua văn bản Psychological Operations in Guerrilla Warfare, điều này không có nghĩa những hành động đó là do Hoa Kỳ gây ra.
ICJ tuyên bố có lợi cho Nicaragua và yêu cầu Hoa Kỳ phải bồi thường cho Nicaragua.
Trong phán quyết của mình, tòa án cho rằng Hoa Kỳ đã "không tuân thủ trách nhiệm đối với luật pháp quốc tế là không dùng vũ trang chống lại một Nhà nước khác", "không can thiệp vào nội bộ nước khác", "không xâm phạm chủ quyền của nước khác", "không làm gián đoạn giao thương hàng hải hòa bình", và "không tuân thủ trách nhiệm của mình theo Điều XIX của Hiệp ước Hữu nghị, Thương mại và Hàng hải giữa hai bên ký tại Managua ngày 21 tháng 1 năm 1956".
Hoa Kỳ từ chối tham gia quá trình tố tụng sau khi Tòa bác bỏ lập luận của nước này rằng ICJ không có đủ thẩm quyền để tiếp nhận vụ việc. Hoa Kỳ cũng ngăn việc thi hành bản án của Hội đồng Bảo an Liên Hợp Quốc và từ đó ngăn không cho Nicaragua nhận bất kỳ bồi thường nào.  Tháng 9 năm 1992, Nicaragua dưới thời của chính phủ Violeta Chamorro, rút đơn khiếu nại khỏi tòa, sau khi bãi bỏ đạo luật yêu cầu nước này phải đòi bồi thường.

## Bối cảnh
Can thiệp quân sự đầu tiên của Hoa Kỳ tại Nicaragua diễn ra dưới thời Tổng thống Taft. Năm 1909, ông ra lệnh lật đổ Tổng thống Nicaragua José Santos Zelaya. Trong tháng 8 và tháng 9 năm 1912, một đội quân gồm 2.300 lính hải quân Mỹ đổ bộ vào cảng Corinto và chiếm giữ León và đường ray đi đến Granada. Một chính quyền thân Mỹ được lập ra bởi quân chiếm đóng. Hiệp ước Bryan–Chamorro năm 1914 trao quyền cai quản kênh đào vĩnh viễn cho Hoa Kỳ tại Nicaragua và được ký mười ngày trước khi Kênh đào Panama do Mỹ vận hành bắt đầu đưa vào sử dụng, từ đó ngăn không cho bất kỳ ai xây dựng một kênh đào cạnh tranh tại Nicaragua mà không có sự cho phép của Mỹ.
Năm 1927, dẫn đầu bởi Augusto César Sandino, một cuộc khởi nghĩa nông dân lớn nổ ra, chống lại cả quân Mỹ chiếm đóng và chính quyền Nicaragua lâm thời. Năm 1933, Hải quân Mỹ rút lui và để Lực lượng Vệ binh Quốc gia Nicaragua chịu trách nhiệm an ninh và bầu cử trong nước. Năm 1934, Anastasio Somoza García, người đứng đầu Vệ binh Quốc gia, ra lệnh binh lính bắt và giết Sandino. Năm 1937, Somoza lên làm tổng thống, trong khi vẫn kiểm soát lực lượng vệ binh, tạo thành một chính quyền độc tài mà gia đình ông kiểm soát cho đến năm 1979.
Sự sụp đổ của chính quyền xuất phát từ việc tham những hàng triệu đô la cứu trợ từ nước ngoài sau thảm họa động đất năm 1972. Nhiều người vốn ủng hộ chế độ độc tài bắt đầu từ bỏ chính quyền với tâm lý cách mạng dâng cao. Phong trào Sandino (FSLN) tổ chức giải cứu, bắt đầu mở rộng ảnh hưởng và lãnh đạo cuộc cách mạng. Một cuộc nổi dậy thành công đưa FSLN lên nắm quyền năm 1979. Hoa Kỳ từ lâu đã chống đối FSLN chủ nghĩa xã hội, và sau cuộc cách mạng, chính quyền tổng thống Carter nhanh chóng hành động để ủng hộ gia đình Somoza bằng tài chính và nguyên vật liệu. Khi Ronald Reagan lên chức tổng thống, ông gia tăng hỗ trợ cho các nhóm chống Sandino, gọi là Contras, bao gồm những phe phái trung thành với chế độ độc tài trước đó. Khi Quốc hội cấm tài trợ cho Contras, Oliver North tiếp tục hỗ trợ bằng việc buôn bán vũ khí cũng bị cấm bởi Quốc hội.

### Đơn trình của Nicaragua
Nicaragua cáo buộc:
(a) Rằng Hoa Kỳ, qua việc tuyển chọn, đào tạo, trang bị, tài trợ, cung cấp và đồng thời khích lệ, ủng hộ, giúp đỡ, và chỉ đạo các hoạt động quân sự và bán quân sự trong và chống lại Nicaragua, đã vi phạm nghĩa vụ hiệp ước với Nicaragua theo:
Điều 2 (4) của Hiến chương Liên Hợp Quốc;
Điều 18 và 20 của Hiến chương của Tổ chức các quốc gia châu Mỹ;
Điều 8 của Công ước về Quyền và Nghĩa vụ của các Quốc gia;
Điều I, thứ ba, của Công ước về Quyền và Nghĩa vục của các Quốc gia trong trường hợp Nội chiến.
(b) Rằng Hoa Kỳ đã vi phạm luật pháp quốc tế bằng việc
1. xâm phạm chủ quyền của Nicaragua bằng việc:
tấn công vũ trang chống lại Nicaragua qua đường hàng không, đất liền, và biển;
xâm nhập vào lãnh hải của Nicaragua;
xâm nhập vào không phận của Nicaragua;
nỗ lực trực tiếp hoặc gián tiếp để ép buộc và đe dọa Chính phủ Nicaragua.
2. sử dụng vũ lực và đe dọa vũ lực chống lại Nicaragua.
3. can thiệp vào công việc nội bộ của Nicaragua.
4. xâm phạm vào tự do biển cả và làm gián đoạn giao thương hàng hải hòa bình.
5. giết hại, làm thương và bắt cóc công dân của Nicaragua.
Nicaragua yêu cầu dừng tất cả những hành động trên và rằng Hoa Kỳ có nghĩa vụ bồi thường chính phủ cho tổn thất về người, tài sản, và kinh tế.
Điều đáng chú ý là Hoa Kỳ là nước duy nhất đưa ra lập luận nghi ngờ tính hợp lệ của phán quyết của tòa, cho rằng tòa đã thông qua một phán quyết mà tòa "không có thẩm quyền hay khả năng để thi hành". Những nước cùng phe với Hoa Kỳ và phản đối kết luận của Nicaragua không tranh luận về thẩm quyền của tòa án, phán quyết của tòa, hay tính hợp lý của vụ án.

## Phán xử
Phán quyết rất dài của tòa án liệt kê 291 điểm, trong số đó có Hoa Kỳ đã tham gia vào "việc sử dụng vũ lực bất hợp pháp". Những vi phạm cáo buộc bao gồm tấn công cơ sở và tàu thuyền hải quân Nicaragua, thả ngư lôi vào cảng của Nicaragua, xâm phạm không phận Nicaragua, và việc huấn luyện, trang bị, tài trợ và cung cấp thế lực (nhóm "Contras") để lật đổ chính phủ Sandino của Nicaragua. Theo sau danh sách là các quyết định để các thẩm phán bỏ phiếu.

### Kết luận
Tòa tìm thấy bằng chứng của việc vận chuyển vũ khí giữa Nicaragua và quân phiến loạn ở El Salvador từ 1979–81. Tuy nhiên, không có đủ bằng chứng để cho thấy chính phủ Nicaragua đứng đằng sau vụ việc hay phản ứng của Hoa Kỳ có phù hợp hay không. Tòa cũng phát hiện một số việc xâm nhập xuyên biên giới vào lãnh thổ Guatemala và Costa Rica, trong các năm 1982, 1983 và 1984, không thể quy cho Chính phủ Nicaragua. Tuy nhiên, cả Guatemala lẫn Costa Rica đều không yêu cầu Mỹ can thiệp; El Salvador có yêu cầu năm 1984, lâu sau khi Hoa Kỳ đơn phương can thiệp.
Về việc vi phạm quyền con người của Contras, "Tòa phải quyết định xem mối quan hệ của Contras với Hoa Kỳ có làm Contras tương đương về mặt pháp lý với một cơ quan của Chính phủ Hoa Kỳ, hoặc hoạt động thay mặt cho Chính phủ đó. Tòa quyết định rằng chứng cứ có sẵn không đủ để cho thấy sự phụ thuộc hoàn toàn vào viện trợ của Hoa Kỳ. Một sự phụ thuộc một phần, mà Tòa không thể xác định mức độ chính xác, có thể được suy ra từ việc lãnh đạo được chọn bởi Hoa Kỳ, và bởi những yếu tố khác như việc tổ chức, huấn luyện và trang bị vũ khí, lên kế hoạch chiến dịch, chọn lựa mục tiêu và hỗ trợ điều hành.[...] Với kết luận như trên, Tòa cho rằng nhóm Contras chịu trách nhiệm cho những hành động của mình, cụ thể là việc vi phạm luật nhân đạo. Để Hoa Kỳ chịu trách nhiệm pháp lý, cần phải chứng minh được Quốc gia đó có quyền kiểm soát các hoạt động đã dẫn đến những vi phạm được cáo buộc".
Tòa kết luận rằng Hoa Kỳ, mặc cho những phản đối, thuộc thẩm quyền của Tòa án. Ngày 26 tháng 11 năm 1984, Tòa bỏ phiếu với 11 phiếu thuận rằng nó có thẩm quyền đối với vụ việc trên cơ sở Điều 36 của Quy chế Tòa án Công lý Quốc tế (thẩm quyền bắt buộc) hoặc trên Hiệp ước Hữu nghị, Thương mại và Hàng hải năm 1956 giữa Hoa Kỳ và Nicaragua. Tòa cũng đồng loạt nhất trí rằng vụ việc là chấp nhận được. Hoa Kỳ sau đó tuyên bố nó đã "quyết định không tham gia tố tụng thêm nữa trong vụ việc". Khoảng một năm sau kết luận về thẩm quyền của Tòa, Hoa Kỳ rút khỏi thỏa thuận về thẩm quyền bắt buộc, kết thúc cam kết pháp lý về khả năng xét xử quốc tế trong 40 năm. Ngày 7 tháng 10 năm 1985, "Tuyên bố chấp thuận thẩm quyền bắt buộc chung của Tòa án Công lý Quốc tế" của Hoa Kỳ chấm dứt, sau khi Bộ trưởng Ngoại giao George Shultz gửi thông báo về quyết định đến Liên Hợp Quốc sáu tháng trước đó.
Mặc dù Tòa kêu gọi Hoa Kỳ "ngừng và hạn chế" việc sử dụng vũ lực bất hợp pháp với Nicaragua và khẳng định Mỹ đang "vi phạm trách nhiệm của nó trước luật pháp quốc tế không sử dụng vũ lực với một quốc gia khác" và yêu cầu nó bồi thường, Hoa Kỳ từ chối tuân theo. Với tư cách là thành viên thường trực của Hội đồng Bảo an, Hoa Kỳ đã ngăn chặn mọi cơ chế thi hành do Nicaragua đề xuất. Ngày 3 tháng 11 năm 1986, Đại Hội đồng Liên Hợp Quốc thông qua một giải pháp không ràng buộc thúc giục Mỹ tuân theo, với số phiếu là 94–3 (El Salvador, Israel và Mỹ bỏ phiếu chống).

### Phán quyết
Ngày 27 tháng 6 năm 1986, Tòa án đưa ra phán quyết như sau:
Tòa án
1. Quyết định rằng trong việc xét xử tranh chấp đưa ra bởi Khiếu nại của Cộng hòa Nicaragua ngày 9 tháng 4 năm 1984, Tòa án buộc phải áp dụng "bảo lưu hiệp ước đa phương" có trong điều (c) cho tuyên bố chấp chận thẩm quyền theo Điều 36, đoạn 2, của Hiến chương Tòa án bởi Chính phủ Hợp chúng quốc Hoa Kỳ ký gửi ngày 26 tháng 8 năm 1946;
2. Bác bỏ biện minh tự vệ tập thể đưa ra bởi Hợp chúng quốc Hoa Kỳ liên quan đến hoạt động quân sự và bán quân sự trong và chống lại Nicaragua, bên đưa đơn vụ kiện;
3. Quyết định rằng Hợp chúng quốc Hoa Kỳ, qua việc huấn luyện, trang bị, tài trợ và cung cấp lực lượng contra hoặc trong trường hợp khác khuyến khích, ủng hộ và viện trợ hoạt động quân sự và bán quân sự trong và chống lại Nicaragua, đã hành động chống lại Cộng hòa Nicaragua, vi phạm trách nhiệm của mình dưới luật pháp quốc tế không can thiệp vào vấn đề nội bộ của Quốc gia khác;
4. Quyết định rằng Hợp chúng quốc Hoa Kỳ, qua một số vụ tấn công vào lãnh thổ Nicaragua trong 1983–1984, cụ thể là các vụ tấn công Puerto Sandino ngày 13 tháng 9 và ngày 14 tháng 10 năm 1983; vụ tấn công Corinto ngày 10 tháng 10 năm 1983; vụ tấn công Căn cứ Hải quân Potosi ngày 4/5 tháng 1 năm 1984; vụ tấn công San Juan del Sur ngày 7 tháng 3 năm 1984; các vụ tấn công tàu tuần tra ở Puerto Sandino ngày 28 và 30 tháng 3 năm 1984; và vụ tấn công San Juan del Norte ngày 9 tháng 4 năm 1984; và ngoài ra qua những hành động can thiệp được đề cập trong tiểu đoạn (3) liên quan đến việc sử dụng vũ lực, đã hành động, chống lại Cộng hòa Nicaragua, vi phạm trách nhiệm của mình dưới luật pháp quốc tế không sử dụng vũ lực chống lại Quốc gia khác;
5. Quyết định rằng Hợp chúng quốc Hoa Kỳ, qua việc chỉ đạo hoặc ủy quyền các chuyến bay xâm nhập lãnh thổ Nicaragua, và qua những hành động có thể quy cho Hoa Kỳ được đề cập trong tiểu đoạn (4), đã hành động, chống lại Cộng hòa Nicaragua, vi phạm trách nhiệm của mình dưới luật pháp quốc tế không xâm phạm chủ quyền của Quốc gia khác;
6. Quyết định rằng, qua việc thả ngư lôi vào nội thủy hay lãnh hải của Cộng hòa Nicaragua trong những tháng đầu năm 1984, Hợp chúng quốc Hoa Kỳ đã hành động, chống lại Cộng hòa Nicaragua, vi phạm trách nhiệm của mình dưới luật pháp quốc tế không dùng vũ lực chống lại Quốc gia khác, không can thiệp vào công việc nội bộ của nước đó, không xâm phạm chủ quyền và không làm gián đoạn giao thương hàng hải thời bình;
7. Quyết định rằng, qua những hành động được nói đến trong tiểu đoạn (6), Hợp chúng quốc Hoa Kỳ đã hành động, chống lại Cộng hòa Nicaragua, vi phạm trách nhiệm của mình dưới Điều XIX của Hiệp ước Hữu nghị, Thương mại và Hàng hải giữa Hợp chúng quốc Hoa Kỳ và Cộng hòa Nicaragua ký tại Managua ngày 21 tháng 1 năm 1956;
8. Quyết định rằng Hợp chúng quốc Hoa Kỳ, qua việc không tiết lộ sự tồn tại và vị trí của ngư lôi mình đã thả, được đề cập đến trong tiểu đoạn (6), đã hành động vi phạm trách nhiệm của mình dưới luật pháp quốc tế về khía cạnh này;
9. Kết luận rằng Hợp chúng quốc Hoa Kỳ, qua việc năm 1983 tạo ra một hướng dẫn với tên gọi 'Operaciones sicológicas en guerra de guerrillas', và phát tán nó cho lực lượng Contra, đã khuyến khích chúng hành động trái với những nguyên tắc cơ bản của luật nhân đạo; nhưng không có cơ sở để kết luận rằng bất kỳ hành động nào như thế từng diễn ra có thể được quy là hành động của Hợp chúng quốc Hoa Kỳ;
10. Quyết định rằng Hợp chúng quốc Hoa Kỳ, qua những vụ tấn công lãnh thổ Nicaragua được nói đến trong tiểu đoạn (4), và qua việc tuyên bố lệnh cấm vận chung với Nicaragua ngày 1 tháng 5 năm 1985, đã thực hiện những hành vi nhằm tước đi mục đích của Hiệp ước Hữu nghị, Thương mại và Hàng hải giữa hai Bên ký tại Managua ngày 21 tháng 1 năm 1956;
11. Quyết định rằng Hợp chúng quốc Hoa Kỳ, qua những vụ tấn công lãnh thổ Nicaragua được nói đến trong tiểu đoạn (4), và qua việc tuyên bố lệnh cấm vận chung với Nicaragua ngày 1 tháng 5 năm 1985, đã vi phạm trách nhiệm của mình dưới Điều XIX của Hiệp ước Hữu nghị, Thương mại và Hàng hải giữa hai Bên ký tại Managua ngày 21 tháng 1 năm 1956;
12. Quyết định rằng Hợp chúng quốc Hoa Kỳ có trách nhiệm ngay lập tức dừng và hạn chế tất cả những hành vi có thể dẫn đến vi phạm pháp lý như đã nói ở trên;
13. Quyết định rằng Hợp chúng quốc Hoa Kỳ có trách nhiệm bồi thường Cộng hòa Nicaragua cho tất cả thiệt hại gây ra cho Nicaragua bởi những vi phạm luật pháp quốc tế đã liệt kê ở trên;
14. Quyết định rằng Hợp chúng quốc Hoa Kỳ có trách nhiệm bồi thường Cộng hòa Nicaragua cho tất cả thiệt hại gây ra cho Nicaragua bởi việc vi phạm Hiệp ước Hữu nghị, Thương mại và Hàng hải giữa hai Bên ký tại Managua ngày 21 tháng 1 năm 1956;
15. Quyết định rằng hình thức và mức độ bồi thường, nếu không được hai Bên thống nhất, sẽ được giải quyết bởi Tòa án, và bảo lưu những thủ tục tiếp theo của vụ kiện cho mục đích này;
16. Nhắc nhở cả hai Bên về trách nhiệm giải quyết tranh chấp bằng biện pháp hòa bình tuân theo luật pháp quốc tế.

### Tầm quan trọng về pháp lý
Phán quyết đã làm sáng tỏ nhiều vấn đề quanh việc cấm sử dụng vũ lực và quyền phòng vệ. Việc trang bị và huấn luyện quân Contra, hay thả thủy lôi vào lãnh hải của Nicaragua, được coi là trái với nguyên tắc không can thiệp và cấm sử dụng vũ lực.
Việc đối phó của Nicaragua với quân đối lập ở El Salvador tuy có thể được coi là vi phạm nguyên tắc không can thiệp và cấm sử dụng vũ lực, nhưng không phải là "một cuộc tấn công vũ trang", cho phép quyền tự phòng vệ.
Tòa cũng xem xét khẳng định của Hoa Kỳ rằng hành động nhằm mục đích phòng vệ cho El Salvador không có căn cứ vì El Salvador chưa từng dề nghị Hoa Kỳ hỗ trợ để phòng vệ.
Về việc thả thủy lôi, Tòa cho rằng "...việc thả thủy lôi vào vùng biển của Quốc gia khác mà không có cảnh cáo hay thông báo không chỉ là bất hợp pháp mà còn đi ngược lại với nguyên tắc về luật nhân đạo của Công ước Den Haag VIII năm 1907."

### Kết quả bỏ phiếu
| Thẩm phán                             | Phán quyết | Phán quyết | Phán quyết | Phán quyết | Phán quyết | Phán quyết | Phán quyết | Phán quyết | Phán quyết | Phán quyết | Phán quyết | Phán quyết | Phán quyết | Phán quyết | Phán quyết | Phán quyết | Phán quyết |
| Thẩm phán                             | 1          | 2          | 3          | 4          | 5          | 6          | 7          | 8          | 9          | 10         | 11         | 12         | 13         | 14         | 15         | 16         |            |
| ------------------------------------- | ---------- | ---------- | ---------- | ---------- | ---------- | ---------- | ---------- | ---------- | ---------- | ---------- | ---------- | ---------- | ---------- | ---------- | ---------- | ---------- | ---------- |
| Chủ tịch Nagendra Singh (Ấn Độ)       | Y          | Y          | Y          | Y          | Y          | Y          | Y          | Y          | Y          | Y          | Y          | Y          | Y          | Y          | Y          | Y          |            |
| Phó chủ tịch de Lacharrière (Pháp)    | Y          | Y          | Y          | Y          | Y          | Y          | Y          | Y          | Y          | Y          | Y          | Y          | Y          | Y          | Y          | Y          |            |
| Thẩm phán Ago (Ý)                     | Y          | Y          | Y          | Y          | Y          | Y          | Y          | Y          | Y          | Y          | Y          | Y          | Y          | Y          | Y          | Y          |            |
| Thẩm phán Elias (Nigeria)             | N          | Y          | Y          | Y          | Y          | Y          | Y          | Y          | Y          | Y          | Y          | Y          | Y          | Y          | Y          | Y          |            |
| Thẩm phán Lachs (Ba Lan)              | Y          | Y          | Y          | Y          | Y          | Y          | Y          | Y          | Y          | Y          | Y          | Y          | Y          | Y          | Y          | Y          |            |
| Thẩm phán Mbaye (Senegal)             | Y          | Y          | Y          | Y          | Y          | Y          | Y          | Y          | Y          | Y          | Y          | Y          | Y          | Y          | Y          | Y          |            |
| Thẩm phán Ni (Trung Quốc)             | N          | Y          | Y          | Y          | Y          | Y          | Y          | Y          | Y          | Y          | Y          | Y          | Y          | Y          | Y          | Y          |            |
| Thẩm phán Oda (Nhật Bản)              | Y          | N          | N          | N          | N          | N          | Y          | N          | N          | N          | N          | N          | N          | Y          | Y          | Y          |            |
| Thẩm phán Ruda (Argentina)            | N          | Y          | Y          | Y          | Y          | Y          | Y          | Y          | Y          | Y          | Y          | Y          | Y          | Y          | Y          | Y          |            |
| Thẩm phán Schwebel (Hoa Kỳ)           | Y          | N          | N          | N          | N          | N          | N          | Y          | Y          | N          | N          | N          | N          | N          | N          | Y          |            |
| Thẩm phán Sette-Camara (Brazil)       | N          | Y          | Y          | Y          | Y          | Y          | Y          | Y          | Y          | Y          | Y          | Y          | Y          | Y          | Y          | Y          |            |
| Thẩm phán Sir Robert Jennings (Anh)   | Y          | N          | N          | N          | N          | N          | Y          | Y          | Y          | N          | N          | N          | N          | Y          | Y          | Y          |            |
| Thẩm phán ad hoc Colliard (Nicaragua) | Y          | Y          | Y          | Y          | Y          | Y          | Y          | Y          | Y          | Y          | Y          | Y          | Y          | Y          | Y          | Y          |            |

| Y | Đồng ý       |
| N | Không đồng ý |